# 2015年ジュバ空港墜落事故
2015年ジュバ空港墜落事故（2015ねんジュバくうこうついらくじこ）は2015年11月4日、南スーダンにあるジュバ空港において、An-12がジュバ空港から離陸した直後に滑走路から800メートルの地点に墜落した航空事故である。
乗客は全員が南スーダン人で、乗員はアルメニア人5人、ロシア人1人だった。乗員乗客39人のうち37人が死亡し、生存者は乗客2人（うち1人は生後13か月の女児）だった。

## 事故機

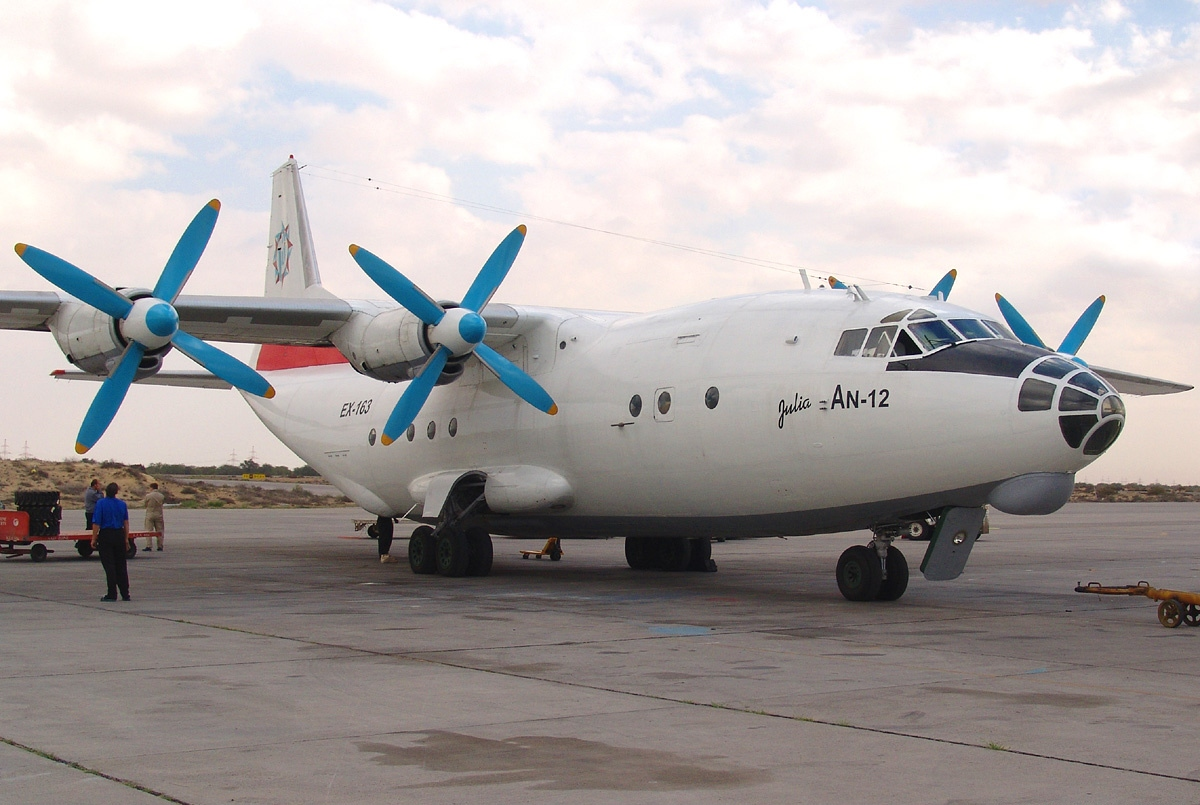
2005年1月12日に撮影された事故機

事故機はO・K・アントーノウ記念航空科学技術複合体が開発したAn-12BKで、1971年に TAPOiCh で製造後、タジキスタンでEY-406として登録されており、製造番号は01347704であった。タジキスタンのアジア航空からのリース機であり、アライド・サービス・リミテッドが運航していた。

## タイムライン
事故機のAn-12は貨物便として、ジュバ空港からパロイック空港までの飛行をする予定で、滑走路13から離陸しようとしていた。原因についてはオーバーロード（過積載）の可能性が指摘されている。